# Lamprotornis regius
O estorninho-de-peito-dourado (Lamprotornis regius) distribui-se pelo NE africano, ao longo de uma área que se estende ao SE da Etiópia ao Norte e leste da Tanzânia.
Abundante em zonas de terrenos abertos e vegetação rasteira. Ave tímida, alimenta-se na copa das árvores.
Vive em casais ou pequenos grupos. Pode ser sedentário ou nómada, consoante a época das chuvas.